# 찰스 안톤

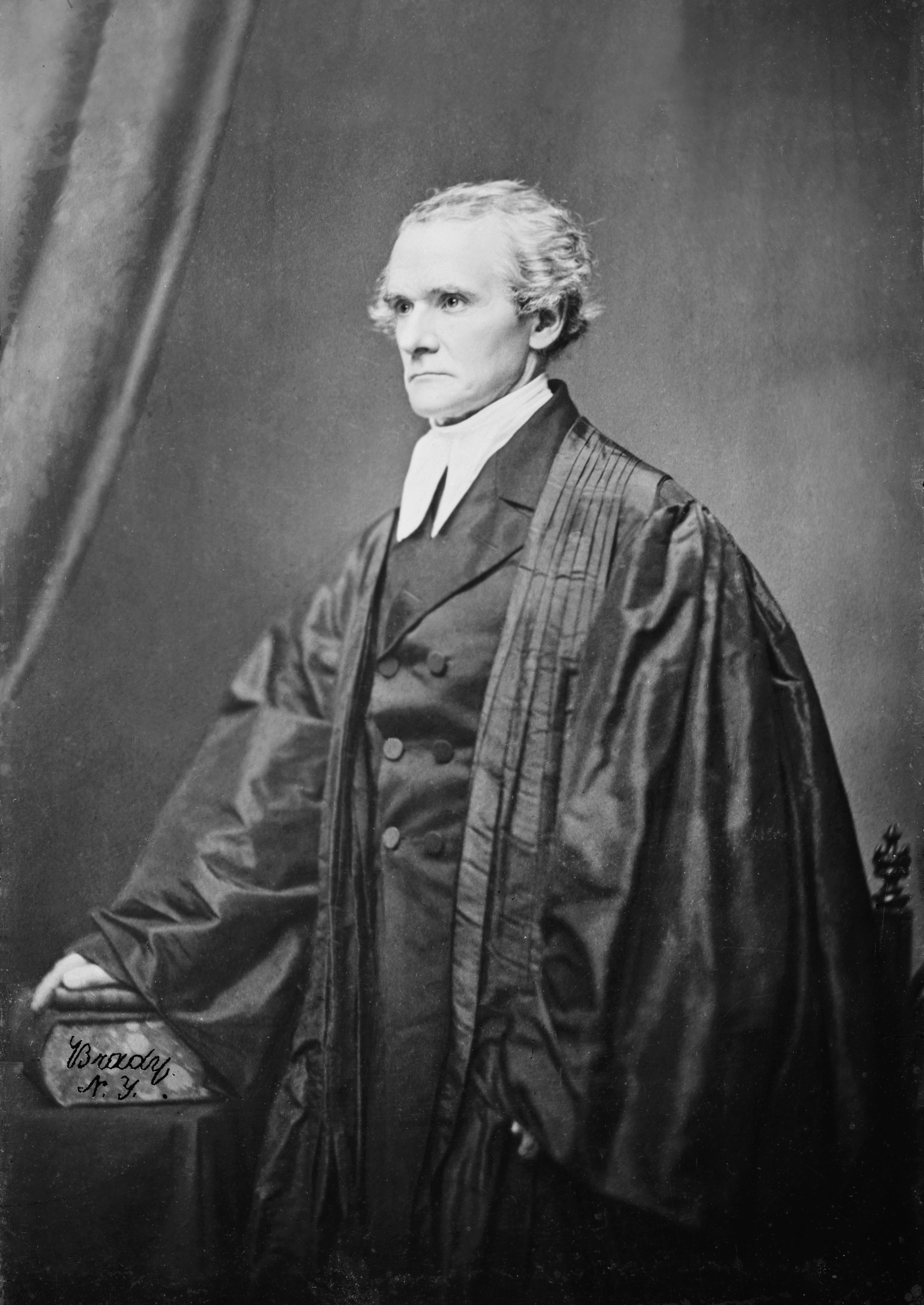

찰스 안톤(Charles Anthon, 1797년 11월 19일 ~ 1867년 7월 29일)은 미국의 고전학자이다. 1829년 당시 헬라어 및 라틴어 담당 부교수로 뉴욕 컬럼비아 단과 대학(현재 컬럼비아 종합대학)에 재직하였다. 그는 독어, 불어, 헬라어, 라틴어, 히브리어, 이집트어 및 바벨로니아어를 포함해서 여러 언어를 알고 있었으며, 이 학교에서 47년간 고전학을 가르쳤다.
이 시기에 몰몬경의 목격자요 몰몬경 번역 초기에 잠시 필기자로 봉사했던 마틴 헤리스가 몰몬경 금판에 새겨진 문자의 필사본과 번역 원고와 가지고 번역의 정확성을 확인하기 위해 만난 당대의 저명한 고대 언어학의 권위자였기에 역사에 기록된 인물이 되었다.
마틴 해리스에 의하면, 안톤 교수는 그 문자와 번역을 살펴본 후, 기꺼이 그 기록이 믿을 만하다는 사실을 증명하는 증명서를 발부해 주었다. 안톤은 또한 마틴에게 그 기록들은 이집트어, 갈대아어, 앗시리아어, 그리고 아랍어와 비슷하다고 말해 주고 그 번역이 정확하다는 자신의 의견을 말해 주었다. 마틴이 그 증명서를 호주머니 속에 넣고 막 떠나려고 하자, 안톤 교수는 그를 다시 불러 조셉 스미스가 그 언덕에서 금판을 어떻게 발견했는지 물었다. 마틴은 하나님의 천사가 조셉에게 그 장소를 가르쳐 주었다고 설명했다. 그 때 찰스 안톤은 그 증명서를 다시 돌려달라고 했다. "그는 그것을 여러 조각으로 찢어 버리고 나서 말하기를, 오늘날 천사가 도움과 은혜를 주는 일이 어디 있는가, 내게 그 금판을 가지고 오면 번역해 주겠다라고 하였다. 그래서 나는 판의 일부는 봉하여져 있으며 그것을 가지고 오는 것이 금지되어 있다고 대답하자 그는 말하기를 '나는 봉한 책은 읽을 수 없다'고 하였다."